# Kabinet-Nakasone III
Het kabinet–Nakasone III (Japans: 第3次中曽根内閣) was de regering van het Keizerrijk Japan van 22 juli 1986 tot 6 november 1987.

## Kabinet–Nakasone III (1986–1987)
| Ambtsbekleder                                                | Ambtsbekleder     | Ambtsbekleder                            | Functie                                    | Ambtstermijn     | Ambtstermijn     | Partij |
| ------------------------------------------------------------ | ----------------- | ---------------------------------------- | ------------------------------------------ | ---------------- | ---------------- | ------ |
|                                                              | Yasuhiro Nakasone | Yasuhiro Nakasone 中曾根康弘 (1918–2019) | Premier                                    | 27 november 1982 | 6 november 1987  | LDP    |
|                                                              | Shin Kanemaru     | Shin Kanemaru 金丸信 (1914–1996)         | Vicepremier                                | 22 juli 1986     | 6 november 1987  | LDP    |
| Minister zonder portefeuille                                 | Shin Kanemaru     | Shin Kanemaru 金丸信 (1914–1996)         |                                            | 22 juli 1986     | 6 november 1987  | LDP    |
|                                                              | Masaharu Gotoda   | Masaharu Gotoda 後藤田正晴 (1914–2005)   | Secretaris- generaal                       | 28 december 1985 | 6 november 1987  | LDP    |
|                                                              |                   | Nobuyuki Hari 葉梨信行 (1928–2021)       | Minister van Binnenlandse Zaken            | 22 juli 1986     | 6 november 1987  | LDP    |
| Voorzitter van de Commissie voor Openbare Orde en Veiligheid |                   | Nobuyuki Hari 葉梨信行 (1928–2021)       |                                            | 22 juli 1986     | 6 november 1987  | LDP    |
|                                                              |                   | Tadashi Kuranari 倉成正 (1918–1996)      | Minister van Buitenlandse Zaken            | 22 juli 1986     | 6 november 1987  | LDP    |
|                                                              | Kiichi Miyazawa   | Kiichi Miyazawa 宮澤喜一 (1919–2007)     | Minister van Financiën                     | 22 juli 1986     | 10 december 1988 | LDP    |
|                                                              |                   | Kaname Endo 遠藤要 (1915–2010)           | Minister van Justitie                      | 22 juli 1986     | 6 november 1987  | LDP    |
|                                                              |                   | Hajime Tamura 田村元 (1924–2014)         | Minister van Economische Zaken             | 22 juli 1986     | 28 december 1988 | LDP    |
|                                                              |                   | Juro Saito 斎藤十朗 (1940)               | Minister van Volksgezondheid en Welzijn    | 22 juli 1986     | 6 november 1987  | LDP    |
|                                                              |                   | Takashi Hirai 平井卓志 (1931–2009)       | Minister van Arbeid                        | 22 juli 1986     | 6 november 1987  | LDP    |
|                                                              | Masayuki Fujio    | Masayuki Fujio 藤尾正行 (1917–2006)      | Minister van Onderwijs                     | 22 juli 1986     | 9 september 1986 | LDP    |
|                                                              | Masajuro Shiokawa | Masajuro Shiokawa 塩川正十郎 (1921–2015) | Minister van Onderwijs                     | 9 september 1986 | 6 november 1987  | LDP    |
|                                                              | Ryutaro Hashimoto | Ryutaro Hashimoto 橋本龍太郎 (1937–2006) | Minister van Transport en Infrastructuur   | 22 juli 1986     | 6 november 1987  | LDP    |
|                                                              |                   | Mitsuharu Amano 天野光晴 (1907–1995)     | Minister van Bouw en Constructie           | 22 juli 1986     | 6 november 1987  | LDP    |
|                                                              |                   | Mutsuki Kato 加藤六月 (1926–2006)        | Minister van Landbouw, Bosbouw en Visserij | 22 juli 1986     | 6 november 1987  | LDP    |
|                                                              |                   | Shunjiro Karasawa 唐沢俊二郎 (1930–2021) | Minister van Communicatie en Post          | 22 juli 1986     | 6 november 1987  | LDP    |
|                                                              | Yuki Kurihara     | Yuki Kurihara 栗原祐幸 (1920–2010)       | Directeur- generaal van de JSDF            | 22 juli 1986     | 6 november 1987  | LDP    |

Yoshida I ·
Katayama ·
Ashida ·
Yoshida II ·
Yoshida III ·
Yoshida IV ·
Yoshida V ·
I. Hatoyama I ·
I. Hatoyama II ·
I. Hatoyama III ·
Ishibashi ·
Kishi I ·
Kishi II ·
Ikeda I ·
Ikeda II ·
Ikeda III ·
Sato I ·
Sato II ·
Sato III ·
K. Tanaka I ·
K. Tanaka II ·
Miki ·
T. Fukuda ·
Ohira I ·
Ohira II ·
Suzuki ·
Nakasone I ·
Nakasone II ·
Nakasone III ·
Takeshita ·
Uno ·
Kaifu I ·
Kaifu II ·
Miyazawa ·
Hosokawa ·
Hata ·
Murayama ·
Hashimoto I ·
Hashimoto II ·
Obuchi ·
Mori I ·
Mori II ·
Koizumi I · 
Koizumi II ·
Koizumi III ·
Abe I ·
Y. Fukuda ·
Aso ·
Y. Hatoyama ·
Kan ·
Noda ·
Abe II ·
Abe III ·
Abe IV ·
Suga ·
Kishida I ·
Kishida II